# هیکه مونوگاتاری

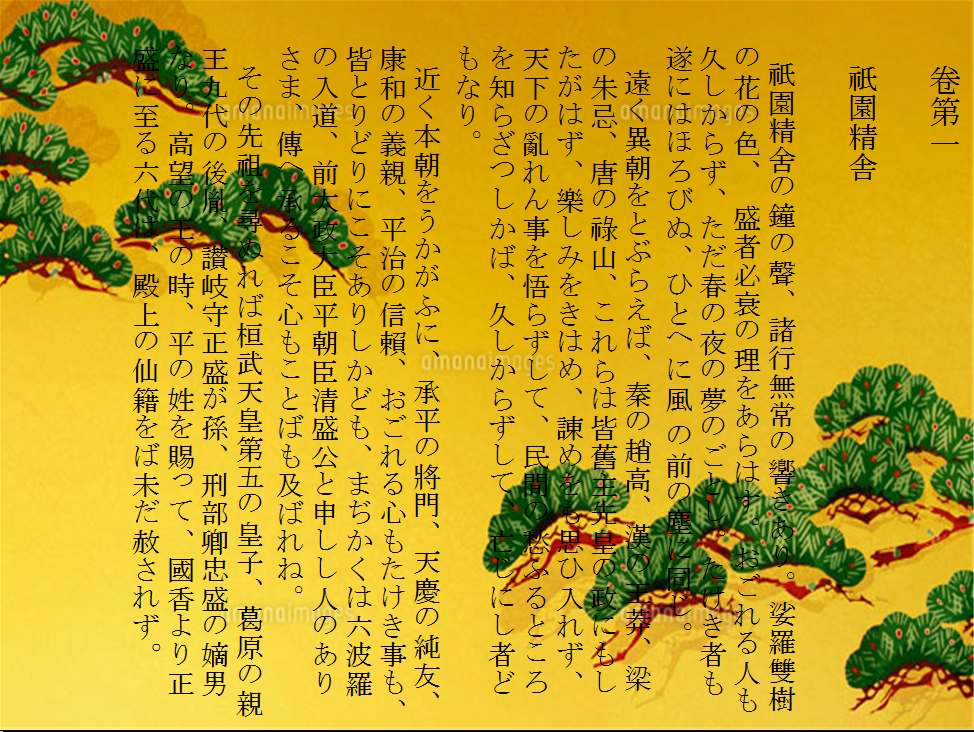
داستان هایکه/گیون شوشا

داستان هِیکِه یا هیکه‌مونوگاتاری (به ژاپنی: 平家物語) داستانی است حماسی به زبان ژاپنی در مورد نبرد میان دو خاندان تایرا و میناموتو برای چیرگی بر ژاپن در پایانه‌های سدهٔ دوازده میلادی در خلال جنگ گِنپِی (۱۱۸۰-۱۱۸۵).
داستان هیکه را نمی‌توان اثر یک نویسنده یا پدیدآور دانست بلکه این داستان برآیندی از نسخه‌های گوناگون این حماسه است که سینه به سینه توسط آوازه‌خوانان دوره‌گرد ژاپنی به نام بیوا هوشی برای مردم نقل شده‌است.

## داستان
ماجرای این داستان از زمانی آغاز می‌شود که یکی از سرداران خاندان تایرا به نام تایرا نو کیوموری از خدمت نظام کناره‌گیری کرده بود و به صورت یک راهب در گوشه‌نشینی زندگی می‌کرد. او پیش از آن سرکردهٔ طایفهٔ هیکه بود. و در دربار مقام مهمی داشت. وی قبلاً گفته بود که یکی از پسرانش را به عنوان جانشینش برگزینند. اما یکی از نزدیکان و نورچشمی‌های امپراتور به ناریچیکا که از بستگان کیوموری نیز بود از کناره‌گیری کیوموری سوءاستفاده کرد و از امپراتور خواست تا او را به عنوان جانشین انتخاب کند. امپراتور هم با این درخواست او قلباً موافق بود اما می‌ترسید که با این انتخاب خاندان قیام کنند. کیوموری هم با شنیدن این خبر گوشهٔ عزلت را رها کرد و به نزد امپراتور رفت.